# Президентские выборы в Колумбии (1930)
Президентские выборы в Колумбии проходили 9 февраля 1930 года. В результате победу одержал кандидат Либеральной партии Энрике Олайя Эррера, получивший 44,9% голосов. Он был приведён к присяге 7 августа 1930 года.
Впервые со времени введения прямых президентских выборов в 1914 году победу одержал не представитель Консервативной партии.
Победа либеральной партии на выборах 1930 года упоминается в романе Габриэля Гарсиа Маркеса «Любовь во время холеры».

## Результаты
| Кандидат                          | Партия                            | Голоса  | %    |
| --------------------------------- | --------------------------------- | ------- | ---- |
| Энрике Олайя Эррера               | Либеральная партия                | 369 934 | 44,9 |
| Гильермо Валенсиа                 | Консервативная партия             | 240 360 | 29,2 |
| Альфредо Васкес Кобо              | Консервативная партия             | 213 470 | 25,9 |
| Недействительные/пустые бюллетени | Недействительные/пустые бюллетени | 766     | 0,1  |
| Всего                             | Всего                             | 824 530 | 100  |
| Источник: Nohlen                  |                                   |         |      |